# ドゥルモン (コルベット)
ドゥルモン（スペイン語：ARA Drummond, P-31）は、アルゼンチン海軍が購入したデスティエンヌ・ドルヴ級通報艦の1隻。ドゥルモンド級コルベット1番艦。艦名はアルゼンチン・ブラジル戦争で活躍したフランシスコ・ドゥルモン（es:Francisco Drummond）に由来する。
元々は南アフリカ海軍向けに建造されたが、国際連合によるアパルトヘイトに対する制裁措置として輸出が差し止められた。アルゼンチンはチリと緊張が高まっている中で、行き先を失っていた「トランスヴァール」と共にアルゼンチンが購入した。当初、南アフリカ海軍では「グッド・ホープ（SAS Good Hope）」と命名されていた。

## 艦歴
「ドゥルモンド」は、DCNロリアン工廠で建造され1976年3月12日に起工、1977年3月5日に進水、1978年11月9日にアルゼンチン海軍に編入される。
アルゼンチン海軍に編入の後、プエルト・ベルグラーノ海軍基地の水上艦隊司令部第1コルベット戦隊に配属されて「P-1」の艦番号が割り当てられ、1978年11月24日に運用が開始された。その後エスポラ級コルベットの導入に伴い、1985年に艦番号が「P-31」に変更された。
第1コルベット戦隊に編入以来、様々な演習に参加している。代表的なものでウニタス演習（UNITAS）、グリンゴ＝ガウチョ演習（Gringo-Gaucho）、アトラソル演習（Atlasur）、パセックス演習（Passex）、ゴス演習（Gosth）、フラテルノ演習（Fraterno）がある。

### ビーグル紛争
1978年、ピクトン島・レノックス島・ヌエバ島の領有権をめぐるアルゼンチンとチリの係争（ビーグル紛争、es:Conflicto del Beagle）は、1978年にエリザベス2世の仲裁がなされるも、アルゼンチンはこれを不服とし両国の関係は緊張状態にあった。そしてアルゼンチンは主権確保を目指して1978年12月22日に軍事行動を実行すべく準備に移った。
編入間も無い本艦は、「V-2 ベインティシンコ・デ・マヨ」の護衛のために「P-2 ゲリコ」および「B-52 エルクレス」と共に紛争海域への派遣準備に取り掛かる。
1978年12月21日夜、軍事行動の開始は不可避と見られていたが、教皇ヨハネ・パウロ2世の仲裁により紛争地帯に大部隊を展開させないことに両国は合意し、事態は収束に向かう。

### フォークランド紛争
1982年3月、マルビナス諸島奪還のため、グアルテル・O・アリャラ海軍少将（Gualter O. Allara）を長とする第40任務部隊（FT.40）が編成され、ポート・スタンリーとサン・フェリペの占領と駐屯するイギリス海兵隊の制圧の任務が与えられた。
第40任務部隊は4つに分割されて攻撃行動に移った。「ドゥルモン」は任務部隊司令官直属の第40.3揚陸任務群に属し「D-2 サンティシマ・トリニダー」、「P-3 グランビーレ」と共に行動した。4月2日0415時から1630時にかけて、グルーサック港にある対上陸障害を排除する作業を実行する。部隊の上陸後、本艦はサン・フェリペ周辺の哨戒についた。4月3日0900時から1300時にかけて停泊してタンカー「B-18 プンタ・メダノス（Punta Médanos）」から補給を受ける。4月4日にポート・ダーウィンにて輸送艦「B-8 イスラ・デ・ロス・エスタードス（Islas de los Estados）」による上陸の護衛に当たる。その後、グースグリーンとフォックス湾に立ち寄り、4月8日、プエルト・ベルグラーノ海軍基地に帰港する。
占領作戦終了後、4月16日から5月5日にかけてサン・ホルヘ湾（es:Golfo de San Jorge）やバイア・デ・カマロネス（es:Bahía Camarones）海域の哨戒をする。5月6日から5月17日にかけて指定海域の哨戒を、5月24日から6月4日および6月8日から6月14日にかけてサン・マルティン湾（es:Golfo San Matías）およびバーランカ第2海域（Barranca）での哨戒を実施した。

### タロス3作戦
1993年、国際連合安全保障理事会決議に基き、ハイチにおける民主主義回復を目的としたタロス3作戦（TALOS III）参加する事となり、1994年8月10日にプエルト・ベルグラーノを出港し、8月14日にリオデジャネイロ市に寄港、8月24日にプエルトリコのルーズベルト・ローズ海軍基地に到着した。作戦中は合計9回の哨戒活動を実施した。
1994年10月22日に作戦は無事終了しルーズベルト・ローズ海軍基地を出港した。同月29日にブラジル・フォルタレザに寄港、11月11日にリオデジャネイロに寄港、11月21日にプエルト・ベルグラーノ海軍基地に帰港する。

### 所属部隊の変更
2000年に所属部隊が大西洋海軍管区の海洋哨戒戦隊に変更され、マル・デル・プラタ海軍基地に配置換えとなった。これにより従来の水陸両用戦部隊や潜水艦部隊および海軍航空隊に対する訓練支援以外に、排他的経済水域における広域警備が大きな任務として求められ、違法漁業の摘発などに従事している。
2009年時点においては海洋哨戒戦隊に属しマル・デル・プラタ海軍基地に母港を置く。